# Aller (Teignbridge)
Aller – przysiółek w Anglii, w Devon. Leży 24,2 km od miasta Exeter, 42,5 km od miasta Plymouth i 269,4 km od Londynu. Aller jest wspomniana w Domesday Book (1086) jako Alre/Alra.